# Intime Beleuchtung
Intime Beleuchtung (Originaltitel: Intimní osvětleni) ist ein tschechoslowakischer Spielfilm des Regisseurs Ivan Passer aus dem Jahr 1965 in Schwarzweiß. Zusammen mit Jaroslav Papoušek hatte er auch das Drehbuch verfasst. Es basiert auf einer Erzählung von Bohumil Hrabal. Die beiden Hauptrollen sind mit Zdeněk Bezušek und Karel Blažek besetzt. In seinem Heimatland kam der Streifen das erste Mal am 8. April 1965 in die Kinos. In der DDR hatte er seine Kino-Premiere am 9. Dezember 1966. In der Bundesrepublik Deutschland konnte man ihn erstmals am 22. Februar 1968 im Ersten Programm der ARD sehen.

## Handlung
Bambas, Direktor einer Musikschule, trifft in einer kleinen tschechischen Stadt seinen Schulfreund Petr, der es zum Cellisten in einem Orchester gebracht hat. Auf Bambas Einladung verbringt Petr mit seiner lebenslustigen Freundin zwei Tage in dessen Familie. Beide Männer hatten hochfliegende Zukunftspläne, die aber unerfüllt geblieben sind, weil sie sich erst einmal eine sichere Existenz schaffen mussten. Sie wollen gegen ihre Situation ankämpfen, aber eigentlich ist der Kampf bereits entschieden. Die Freunde haben sich mit ihrer Lage abgefunden und resignieren. Ihr „Kampf“ ist lediglich ein Scheingefecht gegen die Realität, eher Rechtfertigungsversuch als Auflehnung. Beide haben den gleichen Beruf, hatten die gleichen Berufschancen und haben jetzt das gleiche Schicksal. Sie führen lange Gespräche voller Ironie und Resignation, merken aber nicht, dass sie verbunden sind durch ihr Scheitern. Dazu ist ihre Weltsicht zu unterschiedlich.

## Kritik
Der Evangelische Filmbeobachter urteilt: „Der Lebensleerlauf zweier Schulfreunde, ihre resignierten Rückzugsgefechte vor der Realität dienen dazu, nach dem Sinn des Lebens zu fragen. Die Situation des Scheiterns wird mit soziologischen Fakten erklärt, die Gescheiterten bleiben aber doch Individualitäten. Ein intelligent durchgestalteter Film des tschechischen Nachwuchs-Regisseurs Ivan Passer.“ Das Lexikon des internationalen Films zieht folgendes Fazit: „Der Zusammenstoß saturierter Gemütlichkeit mit dem respektlosen Elan der jungen Generation nimmt tragikomische Ausmaße an. Debütspielfilm des Tschechen Passer […], der in einer dichten Komposition pointierter Einzelbeobachtungen spießbürgerlichen Mief und hilflosen Traditionalismus in der CSSR karikiert.“